# GWR-Klasse 1600
Die Klasse 1600 der Great Western Railway ist eine Pannier-Tenderlokomotive für den leichten Güterzugdienst und Nachfolger der GWR-Klasse 2021. Die Konstruktion der Lokomotive stammte vom Chefingenieur der GWR William Dean, alle 70 Stück wurden bei der Western Region of British Railways gebaut.
Die Dienstzeiten waren bei dieser Lokomotivklasse kurz – die Lokomotive Nr. 1659 hatte die kürzeste Dienstzeit vom Herstellungsjahr 1955 bis zur Verschrottung im Jahr 1960. Einzig erhalten geblieben ist die Nr. 1638 als Museumslok bei der Kent and East Sussex Railway.